# 簾

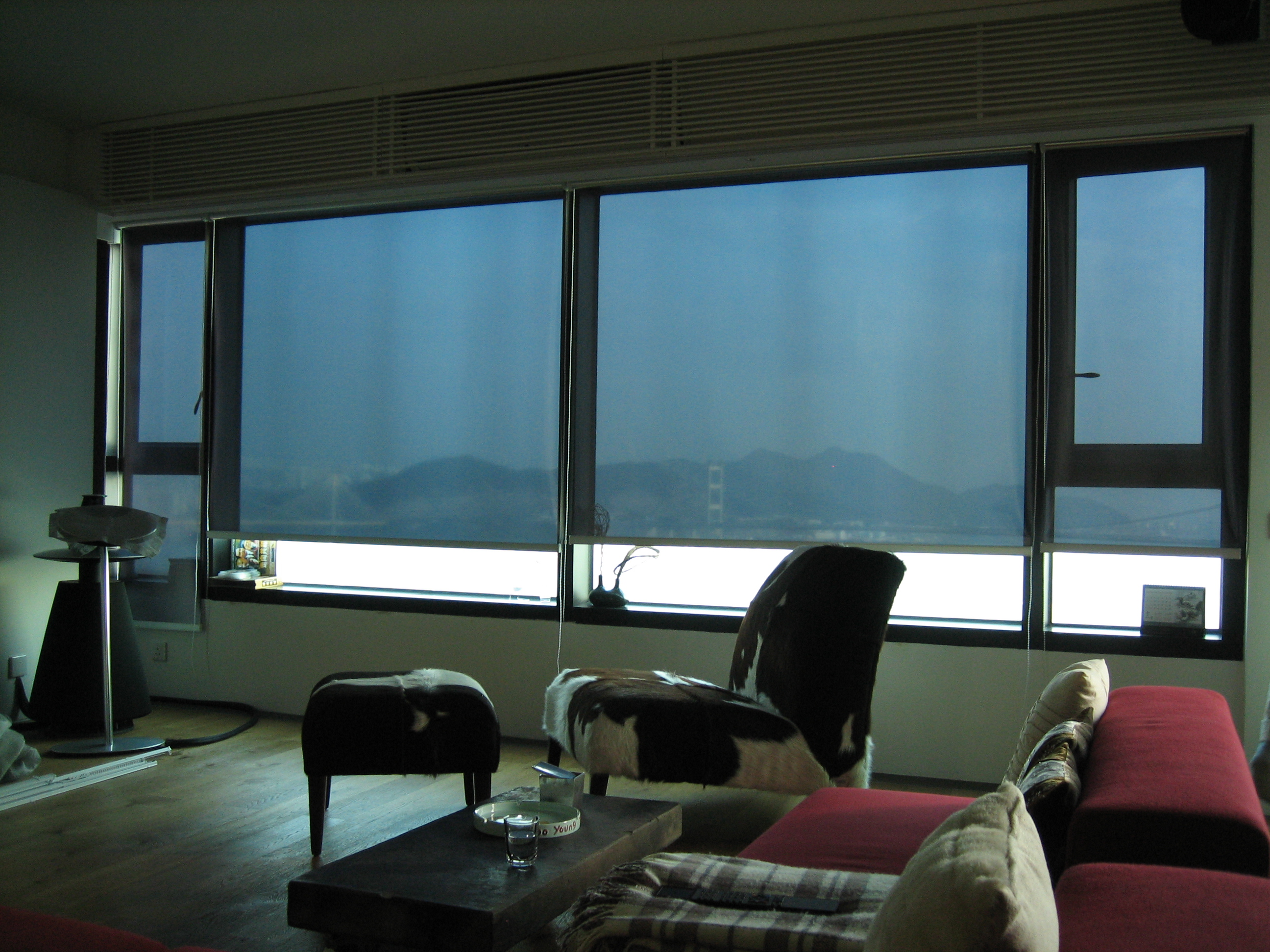
窗簾

簾，俗稱簾子，是提供遮蔽及保護的用品。傳統的簾有布、絲綢、紗、木、竹等材質，也有以串珠製成的。現代的簾除了有傳統的材料外，還有塑膠、人造纖維和防火材料。

## 窗簾

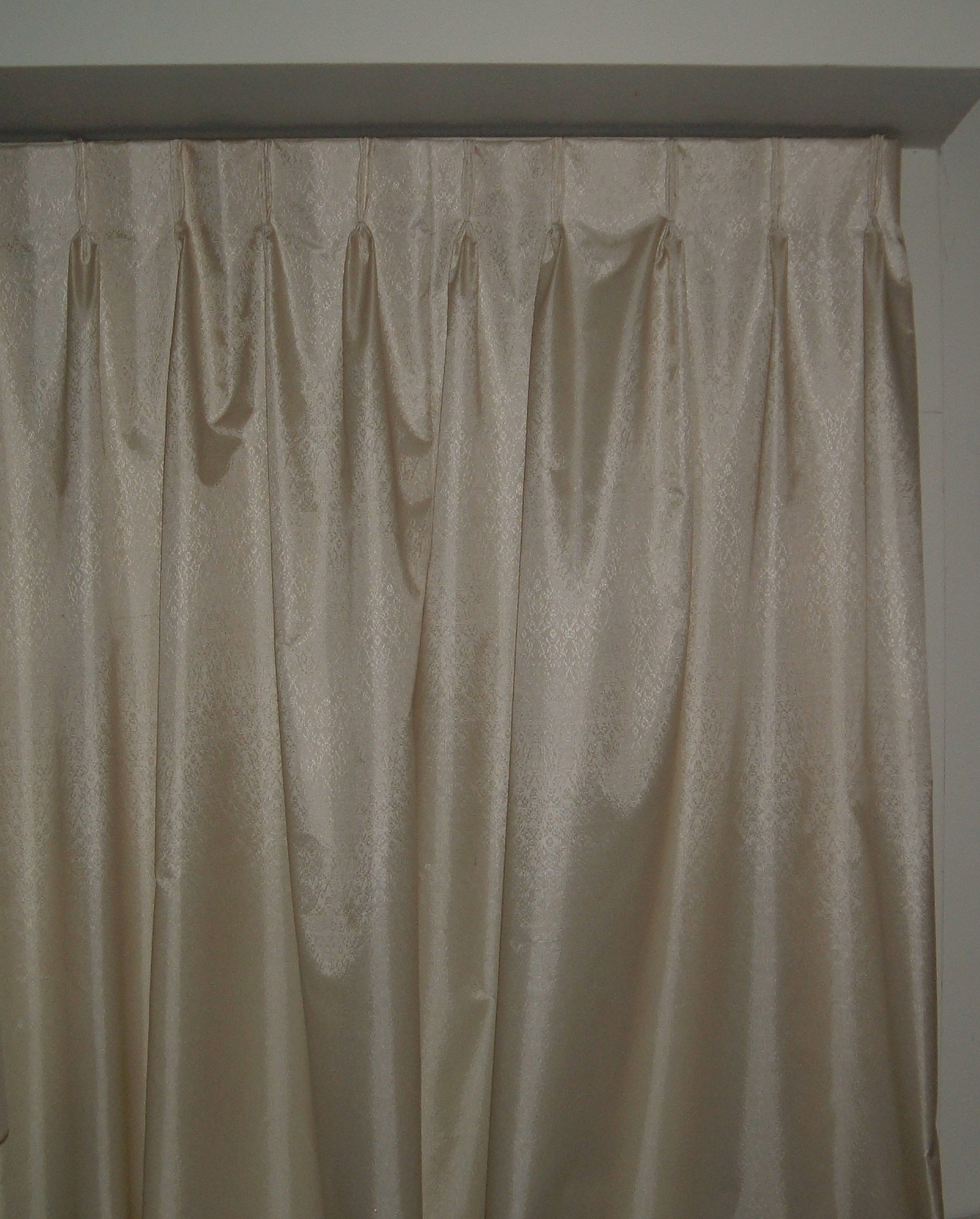
布窗簾

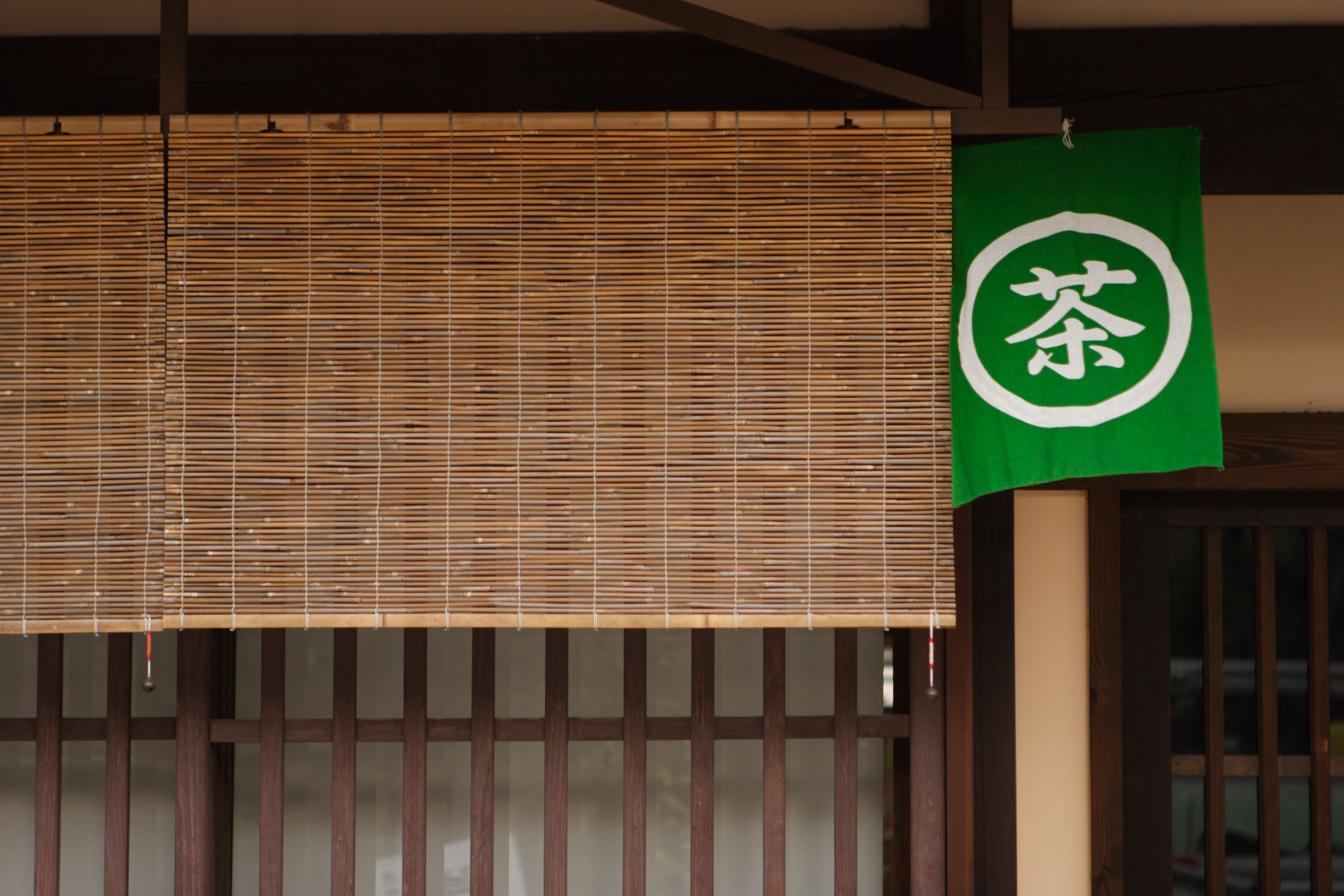
竹簾

窗簾是常見的一種居家設備，具有調節光線、絕緣隔熱、保持隱私、降低回音及美化居家環境等功能。

### 種類
- 布窗簾
- 百葉簾
- 紗窗簾
- 無縫紗簾
- 直立簾
- 羅馬簾
- 斑马帘
- 木竹簾
- 捲簾
- 浴簾
- 線簾
- 珠簾
- 蛇簾
- 風琴簾
- 遮陽簾
- 電動窗簾

#### 隔熱窗簾
指的是帶有隔熱功能的窗簾，多數用於日照時間長，溫度較高地方。主要阻隔太陽熱能，同時保留窗外景觀。

#### 電子窗簾
電子窗簾是在玻璃內夾一層液晶並接上電源。通電時，[[]液晶]分子呈有序排列，讓玻璃看起來透明。斷電時，液晶不呈有序排列，玻璃呈現不透明。由於價格較昂貴，故只在一些辦公大樓、豪宅及頂級汽車裝用。

## 窗帘操作系统
窗帘操作系统指的是控制窗帘升降及帘片开合的系统。

### 分類
窗帘操作系统分手动及电动两种。

#### 手動
1. 手拉式：最簡單的窗帘操作系统，布帘顶端缝在横杆上，需要开合时以手左右拉推。
2. 标准拉绳：简约窗帘如百叶帘、风琴帘、罗马帘、卷帘等多使用标准拉绳的操作系统，只要拉动拉绳，就可以将窗帘调至需要的位置。
3. 循环拉绳：标准拉绳缺点之一在于拉绳过长，容易发生缠绕，尤其对小孩造成危险。循环拉绳系统则考虑到这一情况，设循环绳圈及弹性安全扣，弹性安全扣可固定在窗框位置，拉绳确保小童及宠物安全。
4. 伸缩拉绳：伸缩拉绳系统独有拉绳自动回收功能，无论窗帘调整至任何高度，拉绳都可维持特定长度，避免出现拉绳牵拌。

#### 电动
1. 无绳轻控：不设拉绳，用手把控即可把窗帘停在任何位置。
2. 遥控裝置：以遥控器與電動升降設備控制窗帘升降。

## 浴簾
用於浴室，防止洗澡時的水彈出弄濕地板。多以塑膠製成，另有以尼龍製成的，可以多次清洗循環再用。

## 其他用途

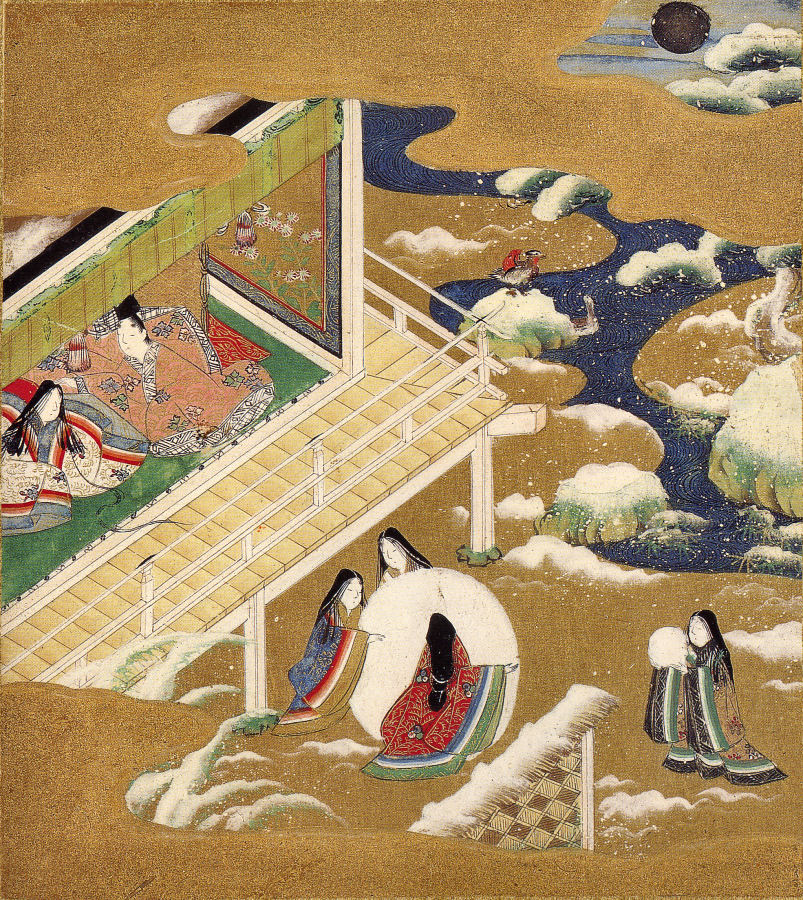
源氏物語中的御簾

除了遮光外，簾子有時還作為分隔之用，例如古代日本，尤其是平安時代，當時的上流社會或皇族女性在接見男性賓客時，常會以簾子（如几帳、屏風、或御簾）隔開，以免男性看到自己的容貌，此舉是為了顯示出自身的地位及教養。此外，簾子也被用於日本傳統表演藝術中，例如用竹簾變出不同形狀的南京玉簾。
中國歷代皇太后攝政，也常會在臨朝時於自己前面垂下一張簾，稱為垂簾聽政。

## 五金配件
安裝窗簾時有以下常用的五金配件：
1.軌道：吊掛窗簾之用，常見的材質有銅、木、鋁、塑膠、鋼、鐵等。
2.吊帶：用來固定或綁繫布廉的帶子。
3.吊帶飾頭：固定吊帶使用的底座。
4.布飾邊：縫於窗簾布四周的裝飾邊。
5.拉線（拉桿）：窗簾布開關的拉線或拉桿。
6.調節桿：調整窗簾布方向。
7.垂直桿：用來控制或強化窗簾的平整度。

## 計價項目
一般來說，窗簾的計價項目包含了布料、車工、軌道、安裝工資跟配件等。